# Content ID
Content ID ist ein von Google für das Videoportal YouTube entwickeltes System, um die rechtlichen und wirtschaftlichen Ansprüche Dritter an den dort veröffentlichten Webvideos und Live-Streams zu handhaben. Es ist seit seiner Einführung 2007 mehrmals erweitert worden.
Ein wesentlicher Bestandteil von Content ID ist eine Datenbank, in die Medienkonzerne und Rechteinhaber ihre audio- oder audiovisuellen Dateien als Referenz für den Abgleich mit den auf YouTube veröffentlichten Videos abspeichern können. Im November 2018 hatten über 9000 Organisationen und Personen in der Datenbank über 80 Millionen Referenz-Dateien hinterlegt. Im Jahr 2017 führten 90 Prozent aller per Content ID bearbeiteten Ansprüche zu Geldauszahlungen, in der Musikindustrie waren das über 95 Prozent, wobei seit Bestehen von Content ID insgesamt über 3 Milliarden US-Dollar ausbezahlt worden waren.

## Funktionsweise
Werbung wird bei YouTube nur auf Videos geschaltet, wenn der Uploader zu einem Multi-Channel-Network gehört oder direkt ein Teilnehmer des „YouTube-Partnerprogramms“ ist. Einige der Voraussetzungen um ein sogenannter „Partner“ zu sein, sind seit Januar 2018 mindestens 1000 Abonnenten zu haben und dass der Kanal in den vergangenen zwölf Monaten eine Wiedergabezeit von mehr als 4000 Stunden hatte. Ein solcher „Partner“ hat Zugriff auf Content ID, um dort Inhalte verwalten, Referenzdateien erstellen und Richtlinien festlegen zu können. Beansprucht ein solcher „Partner“ Content eines Nicht„partners“, kann dort – wenn das der „Partner“ in seinen Richtlinien festgelegt hat – ebenfalls Werbung geschaltet werden, die ihm zufließt. Andere Möglichkeiten sind das Blocken des Content beim Upload, zu erlauben, das Video zu zeigen und sich verschiedene Informationen über die Kopie anzeigen zu lassen. Um diesen Content in den vielen Videos auf YouTube zu erkennen, durchsucht YouTube diese Videos und vergleicht sie mit den Referenzdateien.
Content ID informiert die Uploader per YouTube Studio, wenn ein „Partner“ Anspruch auf deren publizierten Content erhebt und auf welchen Teil. Diesen Anspruch kann der Uploader widersprechen. Die Gegenseite – also der „Partner“ – hat dann 30 Tage Zeit auf den Widerspruch zu reagieren, wobei der Anspruch automatisch verfällt, wenn das unterbleibt.
Auf der Streaming Media Europe 2011 am 18. und 19. Oktober 2011 sprach Oliver Heckmann, damals Engineering Director von YouTube Europe, in einer Keynote zum Thema: „YouTube: A Peek Inside“. Darin erklärte er unter anderem die Funktionsweise von Content ID. Nach seiner Aussage werden Ton und Bild der niedrig aufgelösten Referenzdatei voneinander getrennt, transformiert, und in viele kleine Schnipsel unterteilt, für die jeweils eigene Fingerprints errechnet werden. Das Gleiche geschieht beim Upload einer neuen Datei. Dann wird innerhalb weniger Sekunden die Hamming-Ähnlichkeit der Schnipsel errechnet und bei genügend Übereinstimmung wird dieser Schnipsel als Kopie gewertet. Der andere Fall ist der, dass die Suche nach einer Kopie von Teilen der Referenzdatei auf schon vorhandene Videos und Audios angewendet werden soll. Dies kann nicht innerhalb von Sekunden erfolgen, sondern es wird regelmäßig der gesamte Bestand durchsucht. Die Bedeutung der Kopien zeigt sich darin, dass 40 Prozent aller Werbeeinnahmen über Kopien erzielt werden und nur 60 Prozent über Videos, die von „Partnern“ veröffentlicht wurden.

## Geschichte

### Updates von Content ID
- In der Version von 2007 automatisierte YouTube das Verhindern des Re-Upload von zuvor manuell entfernten Content.[5]

- Seit August 2008 kann Content ID von sich aus Kopien von zuvor dem System bekannt gemachter Dateien erkennen. Wurde eine Kopie erkannt, konnte der eigentliche Rechteinhaber damals entweder den Content löschen oder ihn monetarisieren lassen.[6]

- Im Januar 2009 wurde die Möglichkeit ergänzt alleine die Tonspur in einem Video auszuschalten.[7]

- Im Oktober 2012 wurde die Möglichkeit ergänzt, dass der Uploader den Rechteinhaber um eine manuelle Prüfung bitten kann.[8]

- Im Januar 2013 wurde die Software derart ergänzt, dass nun ausschließlich die kopierte Musik von der Tonspur entfernt wird, alle anderen Töne bleiben dagegen unverändert.[9]

- Im Dezember 2014 wurde die Musikerkennung in Videos derart beschleunigt, dass bereits beim Upload des Content das System erkennen kann, ob die Datei eine Kopie ist.[10]